# Ida-Theres Nerell
Ida-Theres Nerell, född Karlsson 18 april 1983 i Boden, är en svensk brottare som tävlade i fristil. Hon tävlade för Hästveda BK från Hästveda i Hässleholms kommun och har vunnit ett stort antal EM- och VM-guld. Hon avslutade sin karriär 2014. 

## Karriär
Nerell deltog i OS i Aten 2004 och OS i Peking 2008. Inför OS i London 2012 valde landslagsledningen att istället skicka Sofia Mattsson som svensk representant. Beslutet förvånade många och Nerell uppgav att hon kände sig motarbetad av svenska brottningsledningen och började därför undersöka om hon i framtiden kan få representera ett annat land än Sverige.
Nerells tränare var Mikael Persson. 
Den 27 november 2014 meddelade hon att hon lägger av med brottningen.

## Meriter (kronologiskt per grupp)

### U-VM
- 1998: 3:a
- 1999: 1:a

### J-EM
- 1999: 3:a
- 2000: 1:a
- 2002: 1:a

### EM
- 2001: 2:a
- 2002: 2:a
- 2003: 6:a
- 2004: 1:a (Haparanda, Sverige)[4]
- 2005: 1:a
- 2007: 1:a
- 2008: 1:a
- 2011: 1:a

### VM
- 2002: 3:a
- 2005: 5:a
- 2006: 3:a
- 2007: 2:a

### OS
- 2004: 4:a
- 2008: 5:a